# 马里奥赛车Advance
《马里奥赛车Advance》是Intelligent Systems开发，任天堂于2001年在Game Boy Advance发行的卡丁车竞速游戏。这是马里奥赛车系列的第三作，也是系列首部掌上游戏机作品，同時是Intelligent Systems開發的系列唯一作品。游戏前作为1996年任天堂64上的《马里奥赛车64》，续作为2003年任天堂GameCube作品《马里奥赛车 双重冲击！！》。游戏继承前作的传统马里奥赛车要素，发行后获得舆论好评。本作曾被任天堂在中国大陆的合作伙伴神游科技进行中文化并译为“马力欧卡丁车 超级赛道”，但是并没有正式发售。
本作是少數支援移動適配器GB的游戏之一（配件只在日本發行），可以與全日本各地的玩家競爭，並透過競速破關記錄發送來查看全國記錄（已經於2002年12月18日結束服務）。
本作於2011年在任天堂3DS Virtual Console大使计划再版，2014年在北美的Wii U Virtual Console再版。

## 玩法
《马里奥赛车Advance》有2种可2-4人同乐的单人模式：马里奥赛车大奖赛1-2人、计时赛和快速運行。一种2-4人相互对战的"气球模式"。遊戲有八个可玩角色，他们来自马里奥系列。

## 开发历史
《马里奥赛车Advance》是由任天堂的第二方開發商Intelligent Systems负责制作。2000年8月9日在任天堂的发布会上正式公布。任天堂在中国大陆的合作伙伴神游科技曾引进本作并进行了中文化，但是神游并没有正式发售本作，仅有若干资料可见于网络上。而除了官方的中文化以外，神游还在给媒体的试玩版游戏中展示了新加入的无线网络对战的功能。这个游戏特性并没有在原版游戏中出现，是神游自己的开发成果，并被神游称为“新游戏模式”。